# Halberstädter Straße 74 (Magdeburg)

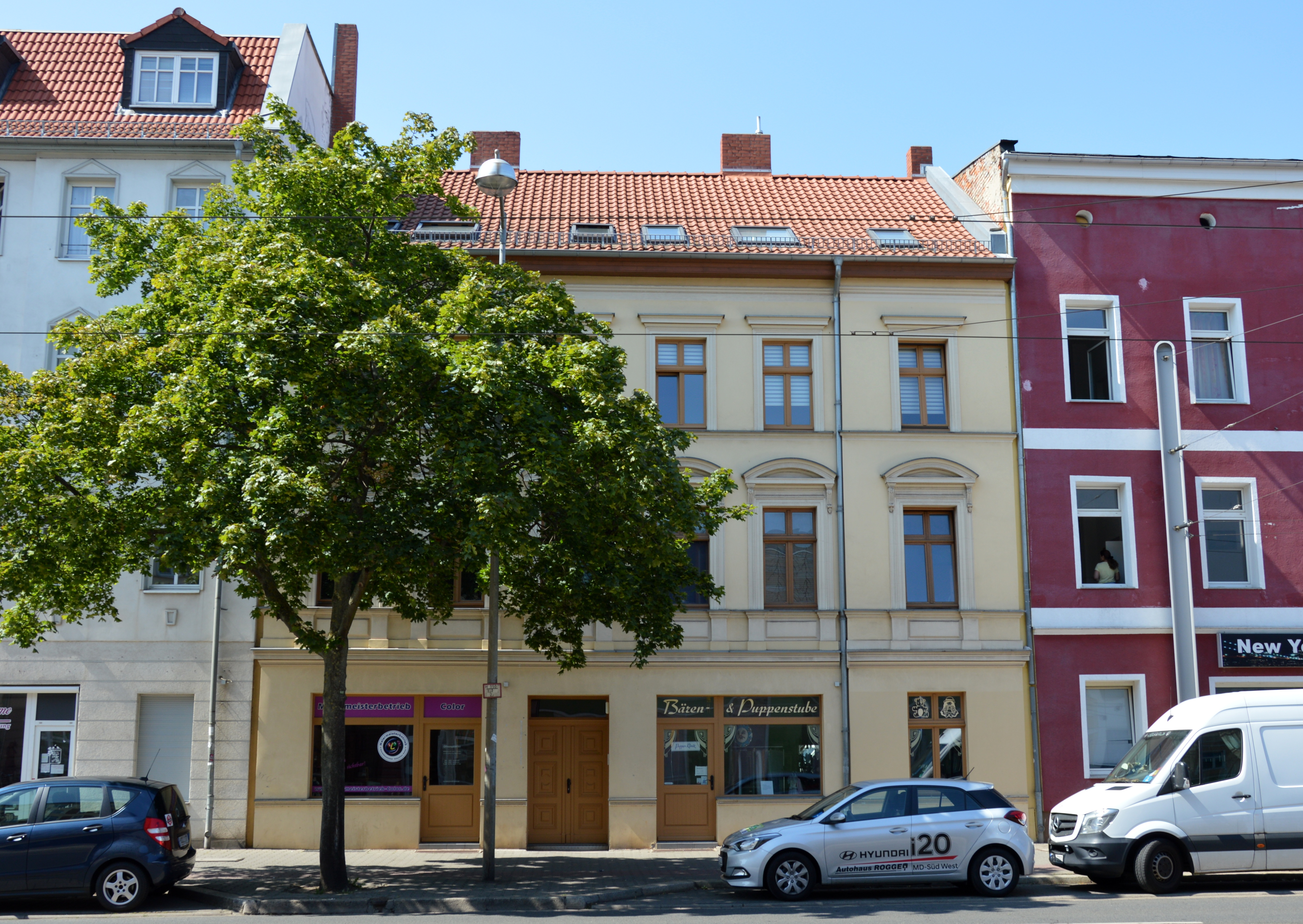
Halberstädter Straße 74

Das Haus Halberstädter Straße 74 ist ein denkmalgeschütztes Gebäude in Magdeburg in Sachsen-Anhalt.

## Lage
Es befindet sich auf der nordwestlichen Seite der Halberstädter Straße im Magdeburger Stadtteil Sudenburg.

## Architektur und Geschichte
Das dreigeschossige verputzte Wohnhaus entstand etwa 1870/1880 im Stil der Neorenaissance. Die horizontale Gliederung der einfachen Fassade erfolgt mittels Profilgesimsen. Besonders markante Fassadenelemente finden sich mit verzierten Konsolen und Segmentbögen an der Beletage im ersten Obergeschoss.
Im örtlichen Denkmalverzeichnis ist das Wohnhaus unter der Erfassungsnummer 094 81971 als Baudenkmal verzeichnet.
Das Gebäude gilt als Teil der historischen Bebauung der Halberstädter Straße als städtebaulich bedeutsam. Die Gestaltung ist typisch für die Zeit zwischen Klassizismus und dem gegen Ende des 19. Jahrhunderts aufkommenden Historismus.